# Oeneis gibsoni
Oeneis gibsoni är en fjärilsart som beskrevs av Holland 1930. Oeneis gibsoni ingår i släktet Oeneis och familjen praktfjärilar. Inga underarter finns listade i Catalogue of Life.